# Scambus signatus
Scambus signatus là một loài tò vò trong họ Ichneumonidae.